# Оскарсгамн
Оскарсгамн (швед. Oskarshamn) — місто на південному сході Швеції у лені Кальмар, адміністративний центр комуни Оскарсгамн.

## Історія
Місце розташування сучасного Оскарсгамна відоме з середньовіччя як Дедергультсвік (швед. Döderhultsvik). В 1645 році рада міста Кальмар відправила офіційне прохання до Королівської влади, про дозвіл заснувати в цій місцевості торговельного містечка (швед. köping). Після 200 років існування містечка, повністю залежного від Кальмару, місцеве населення вирішило отримати можливість місцевого самоврядування. Отримавши велику кількість відмов, урешті-решт 1 травня 1856 року Оскарсгамн одержав статус міста.

## Зовнішні зв'язки
Оскарсгамн має 5 міст-побратимів:
- Гібіскус-Коуст, Південно-Африканська Республіка
- Пярну, Естонія
- Корсгольм, Фінляндія
- Мандал, Норвегія
- Мідделфарт, Данія

## Галерея

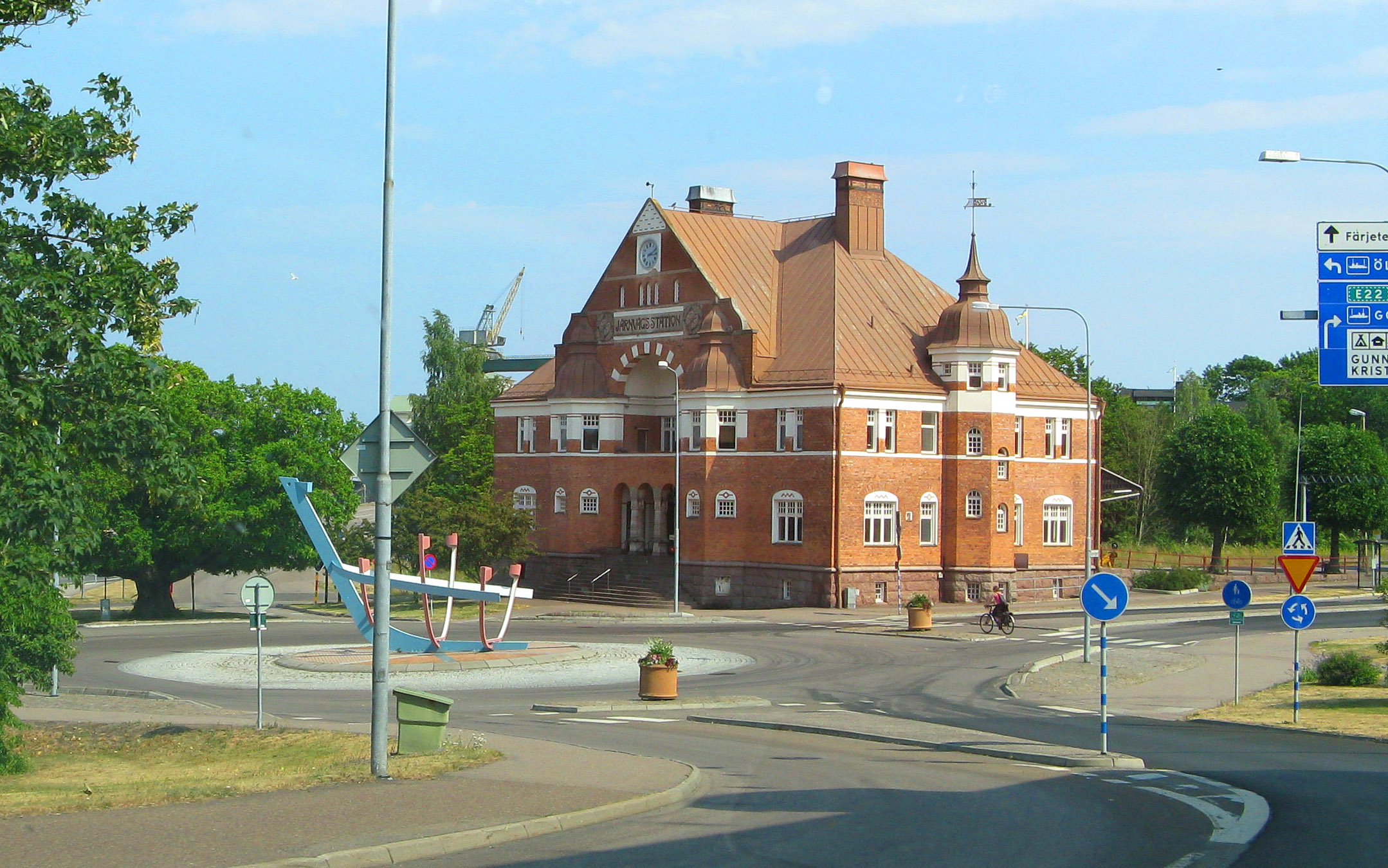
Залізнична станція
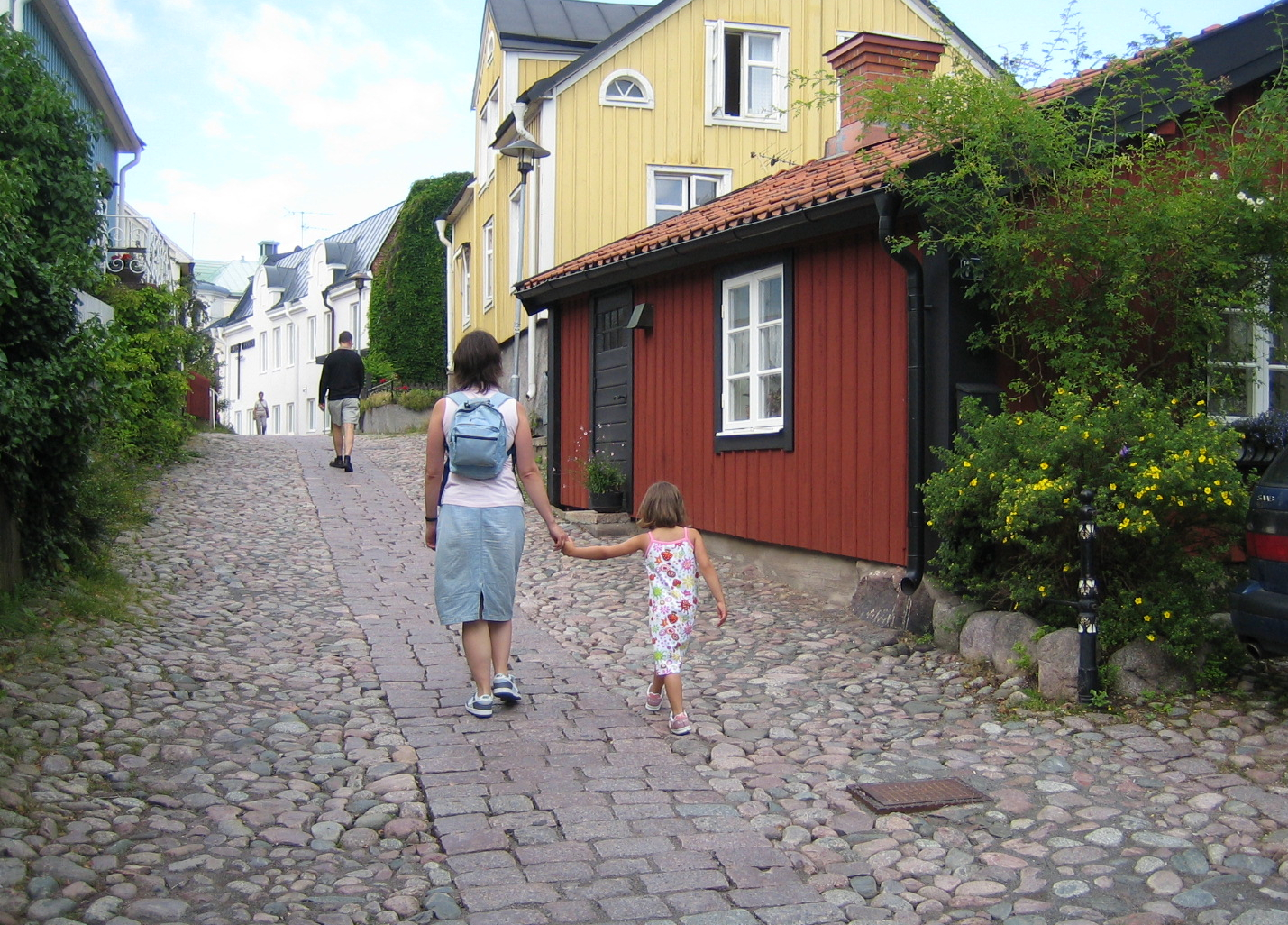
Вуличка
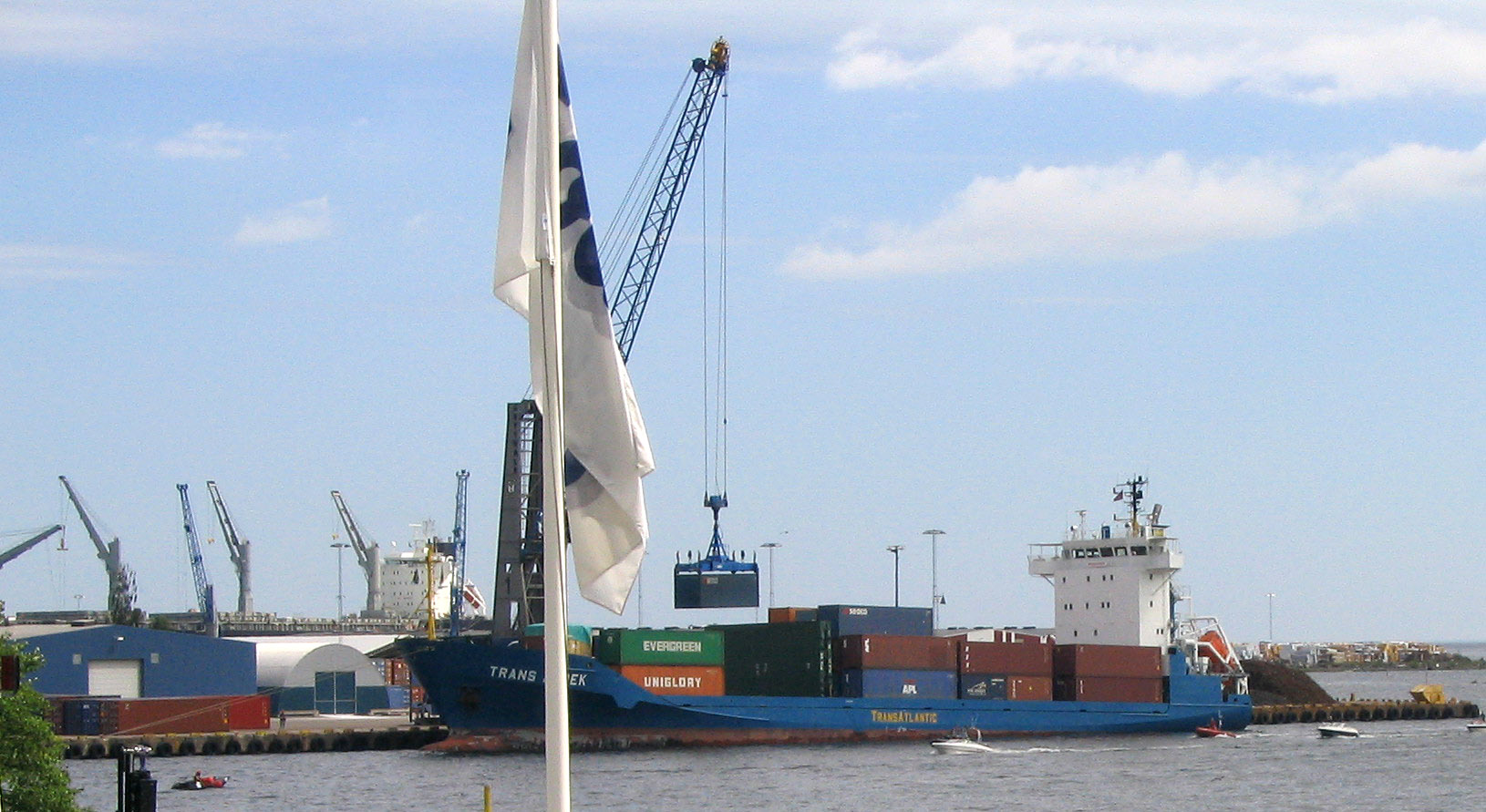
Порт
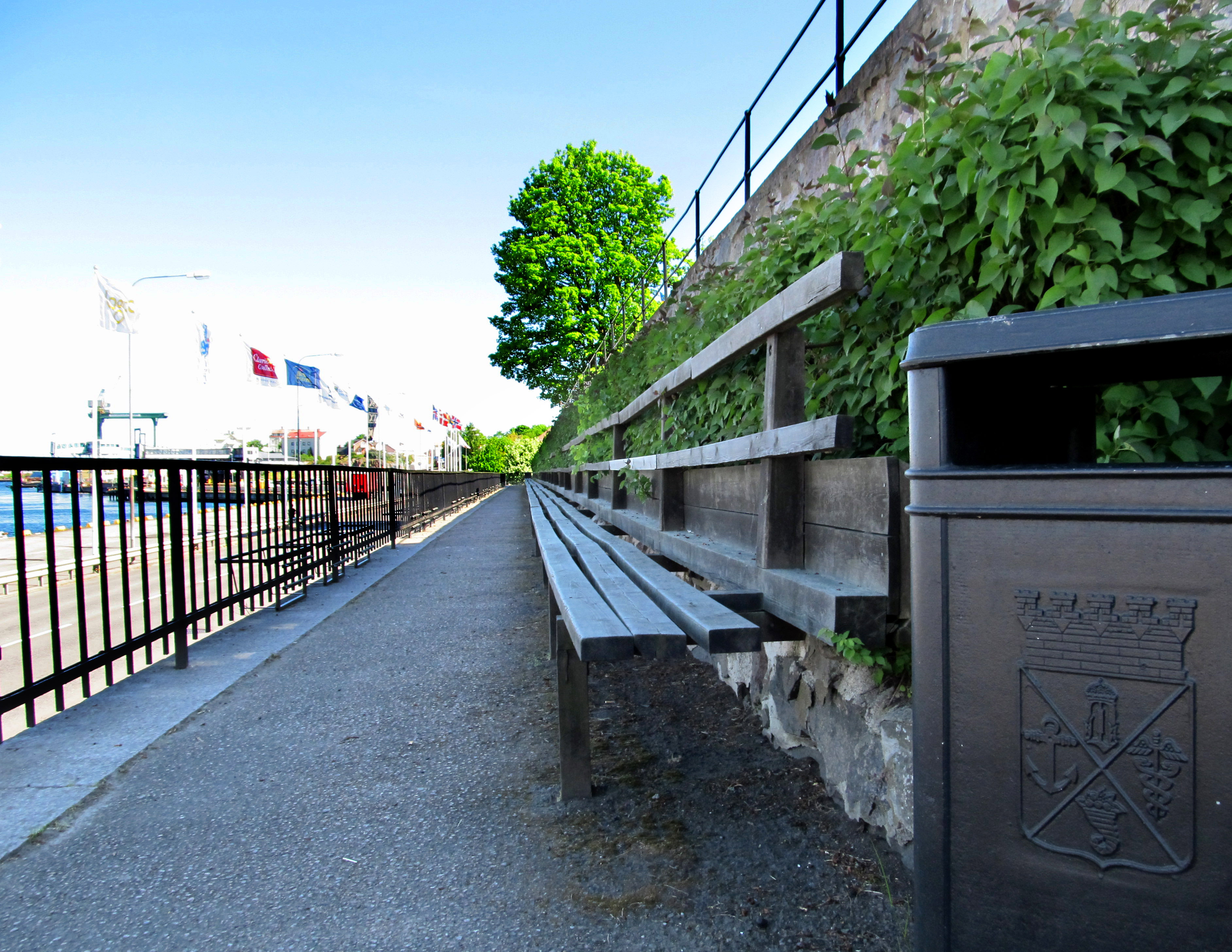
Набережна